# HAT-P-14b
HAT-P-14b es un planeta extrasolar que orbita la estrella HAT-P-14. Este planeta fue descubierto por el método del tránsito y presentado para su publicación el 10 de marzo de 2010. Este planeta está situado a unos 205 pc (670 años luz) de distancia, en la constelación de  Hércules, orbitando alrededor de la estrella de décima  magnitud del  tipo F HAT-P-14.